# لغت‌نامه بزرگ فارسی
لغت‌نامهٔ بزرگ فارسی لغت‌نامه‌ای تاریخی است که تألیف آن در سال‌های پایانیِ انتشار لغت‌نامهٔ دهخدا توسط سید محمد دبیرسیاقی به همراه سید جعفر شهیدی و چند تن دیگر از مؤلفان لغت‌نامه در مؤسسهٔ لغت‌نامهٔ دهخدا آغاز شد. تألیف این لغت‌نامه تا کنون تا اواسط حرف «ب» انجام شده و در ۳۹ جزوه و ۸ مجلد منتشر شده است و بقیه در دست تألیف است. تألیف لغت‌نامهٔ بزرگ فارسی همچنان ادامه دارد و تا کنون حرف «آ» در ۱٬۰۵۴ صفحه در قالب ۷ جزوه، حرف «الف» در ۳٬۲۶۶ صفحه در قالب ۲۲ جزوه به چاپ رسیده است. جزوهٔ ۳۰ این فرهنگ به فهرست‌های منابع و مآخذ و فهرست همکارانِ تألیف اختصاص یافته است. از حرف «ب» این فرهنگ نیز تا کنون ۱٬۳۷۰ صفحه در قالب ۹ جزوه تا مدخل «بربیهوده» منتشر شده است.

## ویژگی‌ها
تألیف لغت‌نامهٔ بزرگ فارسی مهم‌ترین کار مؤسسهٔ دهخدا در بخش تألیف در دهه‌های اخیر است که طرح آن در سال ۱۳۶۰ در دانشگاه تهران به تصویب رسید. از سه طرح پیشنهادی مصوب، یعنی لغت‌نامهٔ بزرگ، متوسط و کوچک، در حال حاضر تنها انتشار لغت‌نامهٔ بزرگ ادامه دارد. این طرح، که در واقع به‌نوعی ادامهٔ لغت‌نامهٔ دهخدا و عمل به وصیت اوست، با مدیریت سید جعفر شهیدی و همراهی سید محمد دبیرسیاقی آغاز شد. لغت‌نامهٔ بزرگ فارسی از شواهد بیشتری برخوردار است و آشفتگی لغت‌نامهٔ دهخدا را نیز ندارد.
لغت‌نامهٔ بزرگ فارسی فقط فرهنگ لغت است، درحالی‌که لغت‌نامهٔ دهخدا به‌نوعی «فرهنگ دایرةالمعارفی» (فرهنگ دانشنامه‌ای) محسوب می‌شود. در تألیف لغت‌نامهٔ بزرگ فارسی همهٔ متن‌های فارسی مهم از اواخر سدهٔ سوم هجری خورشیدی به‌بعد بررسی می‌شود و شاهد مثال در آن از متون اواخر سدهٔ سوم به‌بعد به‌دست می‌آید.
از ویژگی‌های این فرهنگ و تفاوت‌های آن با لغت‌نامهٔ  دهخدا می‌توان به این موارد اشاره کرد:
- لغت‌نامهٔ بزرگ فارسی فقط شامل اطلاعات لغوی است و اَعلام تاریخی و جغرافیایی و توضیحات دائرةالمعارفی را ندارد.
- در گزینش و به دست دادنِ مدخل‌ها و تعریف‌نگاری و ارائهٔ ترکیب‌ها و شواهد، شیوه و روش مدون و یکدست و مشخصی دارد.
- تعداد متن‌های مورداستشهاد آن به‌مراتب بیشتر از لغت‌نامهٔ دهخداست؛ به‌گونه‌ای که فهرست منابع این فرهنگ شامل بیش از هزار عنوان کتاب از متون قدیم و معاصر است.
- فرهنگی تاریخی است؛ به این معنی که شواهد این فرهنگ از قدیم به جدید مرتب شده و هر مدخل (بن‌واژهٔ) آن سیر تحول معنایی واژه را نشان می‌دهد.[۸]

## توقف موقت تألیف
کمتر از یک ماه پس از انتصاب حمیرا زمردی به ریاست مؤسسه لغت‌نامهٔ دهخدا در تیرماه ۱۴۰۰، او حکم «غیرضروری بودن» سرپرست بخش تألیف این مؤسسه و یکی از مؤلفان لغت‌نامهٔ بزرگ فارسی را صادر کرد. هیئت تألیف لغت‌نامه بزرگ فارسی با انتشار اطلاعیه‌ای در اعتراض به این تصمیم زمردی اعلام کردند به‌طور موقت همکاری‌شان با مؤسسهٔ لغت‌نامهٔ دهخدا را متوقف می‌کنند. آن‌ها در بیانیهٔ خود نوشتند:
پیرو اقدام شتاب‌زده و غیرکارشناسانهٔ خانم دکتر حمیرا زمردی، رئیس جدید مؤسسهٔ لغت‌نامهٔ دهخدا، مبنی بر صدور حکم غیرضروری بودن حضور خانم اکرم سلطانی، سرپرست بخش تألیف در مؤسسهٔ لغت‌نامهٔ دهخدا، و بی‌توجهی به درخواست مکتوب مؤلفان و بی‌حرمتی به دکتر حسن انوری، ما، هیئت مؤلفان لغت‌نامهٔ بزرگ فارسی ضمن نگرانی از سرنوشت این مؤسسه که نام بزرگانی چون علامه علی‌اکبر دهخدا، دکتر محمدمعین، دکتر سیدجعفر شهیدی، دکتر سیدمحمد دبیرسیاقی بر پیشانی آن می‌درخشد، موقتاً همکاری خود را با این مؤسسه قطع می‌کنیم.
در پاسخ، روابط عمومی دانشگاه تهران این اطلاعیه را جعلی خواند و زمردی نیز ادعا کرد «برخلاف تبلیغات گسترده‌ای که صورت می‌گیرد، هیچ استعفای دسته‌جمعی و حتی فردی در این مؤسسه صورت نگرفته و استادان پیشکسوت در کنار محققان، پژوهشگران و فارغ‌التحصیلان ادبیات مشغول پیشبرد کار لغتنامه هستند.» در پاسخ مؤلفان لغت‌نامهٔ بزرگ فارسی در نامه‌ای به وزیر علوم که توسط وبگاه مؤسسهٔ میراث مکتوب منتشر شد، اعلام کردند:
در پی تصمیمات کارشناسی‌نشده و شتاب‌زدهٔ رئیس جدید، نیروهای کاردان، وظیفه‌شناس و مسئولیت‌پذیر از مؤسسه عزل یا رانده شدند. مؤلفان طی نامه‌ای از رئیس جدید مؤسسه تقاضا کردند که در تصمیم‌های خود بازنگری کند، جوابی داده نشد. بار دیگر همگی در مؤسسه حاضر شدند و خواهان ملاقات و مذاکره با ایشان شدند، پیغام فرستادند که تصمیم‌گیری در این مورد در حوزهٔ اختیارات ایشان نیست. همهٔ اینها موجبات آزردگی خاطر کسانی شد که مدت همکاری برخی از ایشان با مؤسسه بالغ بر ۶۰ سال است. در پی آن، مسئولان امر در سخنرانی‌ها و مصاحبه‌ها منکر این برخوردها و قطع همکاری مؤلفان شدند و اطلاعیهٔ مؤلفان را جعلی دانستند و در رسانه‌ها چنین نمایاندند که در مؤسسهٔ لغت‌نامهٔ دهخدا آب از آب تکان نخورده است. مؤلفان مؤسسهٔ لغت‌نامهٔ دهخدا ضمن اعلام مجدد تعطیلِ موقتِ تألیف لغت‌نامهٔ بزرگ فارسی و قطع همکاری خود با مؤسسه لازم دانستند که ضمن معرفی «لغت‌نامهٔ بزرگ فارسی» ضرورت و اهمیت آن را برای جناب‌عالی شرح دهند و از جناب‌عالی بخواهند که اجازه ندهید چراغی را که علامه دهخدا صد سال پیش برافروخت و شاگردان و رهروان او آن را تا امروز روشن نگاه داشتهاند، خاموش شود.

## مؤلفان
- سید جعفر شهیدی
- سید محمد دبیرسیاقی
- رسول شایسته
- غلامرضا ستوده
- عباس دیوشلی
- حسن احمدی گیوی
- سعید نجفی اسداللهی
- جواد درهمی
- حسن انوری
- اکرم سلطانی
- ایرج مهرکی
- ایرج شهبازی
- پگاه خدیش
- عبدالرضا قریشی
- مریم میرشمسی
- مهری جلیلی جلال
- بهروز صفرزاده[۱۳]